# Équipe d'Aruba de football
Cet article traite de l'équipe masculine. Pour l'équipe féminine, voir Équipe d'Aruba féminine de football.
Maillots
L'équipe d'Aruba de football est une sélection des meilleurs joueurs arubais sous l'égide de la Fédération d'Aruba de football.

## Histoire
Aruba disputa son premier tournoi international en 1955, à l'occasion de la Coupe CCCF organisée à Tegucigalpa au Honduras. Sous la houlette de l'entraineur argentin Ángel Botta, les Arubais se hissèrent à la 5e place.
Intégrée de façon définitive à l'équipe des Antilles néerlandaises de football en 1958, Aruba s'en détacha en 1986 puis s'affilia à la CONCACAF et à la FIFA deux ans plus tard. Son premier match post-séparation des Antilles néerlandaises fut un véritable cauchemar puisqu'elle fut balayée par Trinité-et-Tobago 11-0 dans le cadre du tour préliminaire à la Coupe caribéenne des nations 1989.
Le 24 mars 1996, elle disputa son premier match de qualifications pour la Coupe du monde de football (défaite 3-2 contre la République dominicaine). Durant les éliminatoires pour la Coupe du monde 2018, elle avance au 3e tour préliminaire, après avoir perdu sur le terrain ses deux matches face à l'équipe de la Barbade. En effet, victorieuse 2-0 au match-aller, la Barbade aligne un joueur inéligible au match-retour et, malgré sa victoire 1-0, la FIFA déclare Aruba vainqueur sur tapis vert (3-0). Éliminée par Saint-Vincent-et-les-Grenadines lors dudit 3e tour, son parcours honorable durant ces qualifications lui permet d'atteindre son meilleur classement FIFA en novembre 2015 (112e place mondiale).
Cependant, les Arubais ne confirment pas les progrès entrevus et s'inclinent dès le 1er tour des éliminatoires de la Coupe caribéenne des nations 2017 en concédant deux défaites face à Antigua-et-Barbuda (1-2) et Saint-Christophe-et-Niévès (0-2).

## Résultats

### Parcours en Coupe du monde
| Année | Position                          |      | Année                             | Position |               | Année | Position |
| 1930  | Non inscrite                      | 1974 | Membre des Antilles néerlandaises | 2010     | Non qualifiée |       |          |
| 1934  | Non inscrite                      | 1978 | Membre des Antilles néerlandaises | 2014     | Non qualifiée |       |          |
| 1938  | Non inscrite                      | 1982 | Membre des Antilles néerlandaises | 2018     | Non qualifiée |       |          |
| 1950  | Non inscrite                      | 1986 | Membre des Antilles néerlandaises | 2022     | Non qualifiée |       |          |
| 1954  | Non inscrite                      | 1990 | Non inscrite                      | 2026     | Non qualifiée |       |          |
| 1958  | Membre des Antilles néerlandaises | 1994 | Non inscrite                      | 2030     | À venir       |       |          |
| 1962  | Membre des Antilles néerlandaises | 1998 | Non qualifiée                     | 2034     | À venir       |       |          |
| 1966  | Membre des Antilles néerlandaises | 2002 | Non qualifiée                     |          |               |       |          |
| 1970  | Membre des Antilles néerlandaises | 2006 | Non qualifiée                     |          |               |       |          |

### Parcours en Gold Cup
| Année | Position                          |      | Année             | Position |                   | Année | Position          |  | Année | Position |
| 1963  | Membre des Antilles néerlandaises | 1989 | Non inscrit       | 2007     | Tour préliminaire | 2025  | Tour préliminaire |  |       |          |
| 1965  | Membre des Antilles néerlandaises | 1991 | Non inscrit       | 2009     | Tour préliminaire |       |                   |  |       |          |
| 1967  | Membre des Antilles néerlandaises | 1993 | Forfait           | 2011     | Non inscrit       |       |                   |  |       |          |
| 1969  | Membre des Antilles néerlandaises | 1996 | Tour préliminaire | 2013     | Tour préliminaire |       |                   |  |       |          |
| 1971  | Membre des Antilles néerlandaises | 1998 | Tour préliminaire | 2015     | Tour préliminaire |       |                   |  |       |          |
| 1973  | Membre des Antilles néerlandaises | 2000 | Tour préliminaire | 2017     | Tour préliminaire |       |                   |  |       |          |
| 1977  | Membre des Antilles néerlandaises | 2002 | Tour préliminaire | 2019     | Tour préliminaire |       |                   |  |       |          |
| 1981  | Membre des Antilles néerlandaises | 2003 | Tour préliminaire | 2021     | Tour préliminaire |       |                   |  |       |          |
| 1985  | Membre des Antilles néerlandaises | 2005 | Forfait           | 2023     | Tour préliminaire |       |                   |  |       |          |

### Parcours en Ligue des nations
| Édition   | Ligue | Phase de groupes | Phase de groupes | Phase de groupes | Phase de groupes | Phase de groupes | Phase de groupes | Phase de groupes | Phase finale | Phase finale | Phase finale | Phase finale | Phase finale | Phase finale | Phase finale | Phase finale |
| Édition   | Ligue | Class.           | M                | V                | N                | D                | BM               | BE               | Pays hôte    | Résultat     | M            | V            | N            | D            | BM           | BE           |
| --------- | ----- | ---------------- | ---------------- | ---------------- | ---------------- | ---------------- | ---------------- | ---------------- | ------------ | ------------ | ------------ | ------------ | ------------ | ------------ | ------------ | ------------ |
| 2019-2020 | B     | 4/4              | 6                | 0                | 0                | 6                | 5                | 18               | 2020         | Inéligible   | Inéligible   | Inéligible   | Inéligible   | Inéligible   | Inéligible   | Inéligible   |
| 2022-2023 | C     | 2/3              | 4                | 1                | 1                | 2                | 5                | 5                | 2023         | Inéligible   | Inéligible   | Inéligible   | Inéligible   | Inéligible   | Inéligible   | Inéligible   |
| 2023-2024 | C     | 1/3              | 4                | 4                | 0                | 0                | 14               | 4                | 2024         | Inéligible   | Inéligible   | Inéligible   | Inéligible   | Inéligible   | Inéligible   | Inéligible   |
| 2024-2025 | B     | 4/4              | 6                | 0                | 0                | 6                | 5                | 17               | 2025         | Inéligible   | Inéligible   | Inéligible   | Inéligible   | Inéligible   | Inéligible   | Inéligible   |
| 2026-2027 | C     | /3               | 0                | 0                | 0                | 0                | 0                | 0                | 2027         | Inéligible   | Inéligible   | Inéligible   | Inéligible   | Inéligible   | Inéligible   | Inéligible   |
| Total     | Total | Total            | 20               | 5                | 1                | 14               | 29               | 44               | Total        | Total        | 0            | 0            | 0            | 0            | 0            | 0            |

### Coupe caribéenne des nations
- 1978–1985 : Fait partie de l'équipe des Antilles néerlandaises de football
- 1988 : Non inscrit
- 1989 : Tour préliminaire
- 1990 : Non inscrit
- 1991 : Non inscrit
- 1992 : Tour préliminaire
- 1993 : Forfait
- 1994 : Non inscrit
- 1995 : Tour préliminaire
- 1996 : Non inscrit
- 1997 : Tour préliminaire
- 1998 : Tour préliminaire
- 1999 : Forfait
- 2001 : Tour préliminaire
- 2005 : Non inscrit
- 2007 : Non inscrit
- 2008 : Tour préliminaire
- 2010 : Non inscrit
- 2012 : Tour préliminaire
- 2014 : Tour préliminaire
- 2017 : Tour préliminaire

### Coupe CCCF
- 1941 : Non inscrit
- 1943 : Non inscrit
- 1946 : Non inscrit
- 1948–1953 : Fait partie de l'équipe des Antilles néerlandaises de football
- 1955 : 5e place
- 1957 : Non inscrit
- 1960–1961 : Fait partie de l'équipe des Antilles néerlandaises de football

### Tournoi ABCS
- 2010 :  Troisième
- 2011 :  Finaliste
- 2012 :  Vainqueur
- 2013 : 4e place
- 2014 : Tournoi annulé
- 2015 :  Finaliste
- 2018 : Tournoi annulé

### Palmarès
- Tournoi ABCS (1) :
  - Vainqueur en 2012.
  - Finaliste en 2011 et 2015.

### Classement FIFA
| Année              | 1993 | 1994 | 1995 | 1996 | 1997 | 1998 | 1999 | 2000 | 2001 | 2002 | 2003 | 2004 | 2005 | 2006 | 2007 | 2008 | 2009 | 2010 | 2011 | 2012 | 2013 | 2014 | 2015 | 2016 | 2017 | 2018 |
| ------------------ | ---- | ---- | ---- | ---- | ---- | ---- | ---- | ---- | ---- | ---- | ---- | ---- | ---- | ---- | ---- | ---- | ---- | ---- | ---- | ---- | ---- | ---- | ---- | ---- | ---- | ---- |
| Classement mondial | 165  | 173  | 171  | 181  | 177  | 180  | 191  | 184  | 185  | 189  | 195  | 198  | 200  | 198  | 201  | 193  | 198  | 199  | 164  | 151  | 170  | 129  | 115  | 160  | 179  | 187  |

## Personnalités historiques de l'équipe

### Appelés récemment
Les joueurs suivants ne font pas partie du dernier groupe appelé mais ont été retenus en équipe nationale lors des 12 derniers mois.
| Pos. | Nom | Date de Naissance | Sél. | Buts | Club (au moment de leur dernière convocation) | Dernier appel |
| ---- | --- | ----------------- | ---- | ---- | --------------------------------------------- | ------------- |

### Sélectionneurs

#### Avant 1958
- Ángel Botta (1955)

#### Après 1986
- René Notten (1995)
- Ángel Botta (1996)
- Marco Rasmijn (2000)
- Marcelo Muñoz (2004)
- Azing Griever (2004–2006)
- Marcelo Muñoz (fév. 2008)
- Marco Rasmijn (mai 2008)
- Marcelo Muñoz (juil. 2008)
- Marco Rasmijn (mai à oct. 2010)
- Elvis Albertus (2011–2012)
- Giovanni Franken (2013–2015)
- Rini Coolen (intérim) (2015–2016)
- Martin Koopman (2017–2021)
- Stanley Menzo (intérim) (2021-2022)
- Marvic Bermúdez (2022-)